# 2025 au Burkina Faso
Chronologie du Burkina Faso
- 2021
- 2022
- 2023
- 2024
- 2025
- 2026
- 2027
- 2028
- 2029

Cet article traite des événements qui se sont produits durant l'année 2025 au Burkina Faso.

## Événements

### Janvier
- 13 janvier : Bassolma Bazié est officiellement installé président de la Commission nationale de la Confédération des États du Sahel[1].
- Du 20 au 30 janvier : du 20 au 30, a lieu l'opération - casiers vides- à travers des audiences exceptionnelles pour évacuer les nombreux dossiers de justice. Elles ont lieu au Tribunal de grande instance de Ouaga I et dans les salles des mairies d'arrondissements de la capitale[2].
- 29 janvier : mise en circulation du passeport AES[3].

### Février
- 3 février : Pr Halidou Tinto a été distingué Dr Honoris causa par l’université Ku-Leuven et l’université catholique de Louvain (U.C. Louvain) en Belgique[4].
- 22 février : Inauguration de la rue des étoiles à Ouagadougou[5].
- Du 22 février au 1er mars : la 29e édition du Festival panafricain de cinéma et de la télévision de Ouagadougou (FESPACO) se tiendra du 22 février au 1er mars 2025 sur le thème : « Cinéma d’Afrique et identités culturelles »[6].

### Mars
- 1er mars : Dani Kouyaté, le réalisateur burkinabè remporte l'Étalon d’or de Yennenga lors de la 29ème édition du Fespaco[7].
- 10 et 11 mars : massacre de Solenzo.
- 20 mars : retrait des pays de la Confédération des États du Sahel (AES), regroupant le Burkina Faso, le Mali et le Niger; de l’Organisation Internationale de la Francophonie (OIF)[8].

### Mai
- 17 mai : inauguration du Mausolée Thomas Sankara érigé sur le site du conseil de l'entente[9].

### Juin
- 15 juin : coup d'envoi officiel de l'initiative présidentielle Faso Mêbo avec la pose de la première pierre par le PDS de la commune Bobo Dioulasso[10]
- 19 juin 2025 : signature à Saint Presbourg accord intergouvernemental pour l'installation d'une centrale électronucléaire  au Burkina Faso[11]
- 21 juin : opération 5 millions d'arbres en une heure[12].
- 21 - 28 juin : lancement des Jeux de l' AES à Bamoko[13].

### Juillet
- 1er juillet : homologation du stade du 04 Août en le classant dans la catégorie 3 par la Confédération Africaine de Football[14]
- 2 juillet : nouveau découpage administratif de 13 régions à17 et de 45 provinces à 47[15].

## Décès
- 12 janvier : décès du docteur Pierre Claver Hien, enseignant et chercheur à l'université de Ouagadougou[16].
- 11 février : décès du Professeur Georges Ouédraogo enseignant et Chercheur de médecine à l Université Joseph Ki-ZERBO (UJKZ)[17].
- 6 mai : décès du Professeur Boukari Jean LEGMA, enseignant et Chercheur de chimie à l Université Joseph Ki-ZERBO (UJKZ)[18].
- 24 juillet 2025 : déces de Alain Christophe Traoré dit Alino Faso, activiste burkinabè[19].

### L'année 2025 dans le reste du monde
- L'année 2025 dans le monde
- 2025 par pays en Amérique • 2025 au Brésil, 2025 au Canada, 2025 au Québec, 2025 aux États-Unis
- 2025 en Europe • 2025 en Belgique, 2025 en France, 2025 en Italie, 2025 en Suisse
- 2025 par pays en Asie • 2025 par pays en Océanie, 2025 en Océanie • 2025 en Antarctique
- 2025 aux Nations unies
- Décès en 2025